# Mogo de Malta
Mogo de Malta é uma povoação portuguesa do Município de Carrazeda de Ansiães que foi sede da extinta Freguesia de Mogo de Malta, freguesia que tinha 9,41 km² de área e 111 habitantes (2011), e, por isso, uma densidade populacional de 11,8 hab/km².
A Freguesia de Mogo de Malta foi extinta em 2013, no âmbito de uma reforma administrativa nacional, tendo sido agregada à Freguesia de Belver, para formar uma nova freguesia denominada União das Freguesias de Belver e Mogo de Malta com a sede em Belver.

## População
| População da freguesia de Mogo de Malta | População da freguesia de Mogo de Malta | População da freguesia de Mogo de Malta | População da freguesia de Mogo de Malta | População da freguesia de Mogo de Malta | População da freguesia de Mogo de Malta | População da freguesia de Mogo de Malta | População da freguesia de Mogo de Malta | População da freguesia de Mogo de Malta | População da freguesia de Mogo de Malta | População da freguesia de Mogo de Malta | População da freguesia de Mogo de Malta | População da freguesia de Mogo de Malta | População da freguesia de Mogo de Malta | População da freguesia de Mogo de Malta |
| --------------------------------------- | --------------------------------------- | --------------------------------------- | --------------------------------------- | --------------------------------------- | --------------------------------------- | --------------------------------------- | --------------------------------------- | --------------------------------------- | --------------------------------------- | --------------------------------------- | --------------------------------------- | --------------------------------------- | --------------------------------------- | --------------------------------------- |
| 1864                                    | 1878                                    | 1890                                    | 1900                                    | 1911                                    | 1920                                    | 1930                                    | 1940                                    | 1950                                    | 1960                                    | 1970                                    | 1981                                    | 1991                                    | 2001                                    | 2011                                    |
| 328                                     | 341                                     | 323                                     | 320                                     | 330                                     | 247                                     | 273                                     | 305                                     | 292                                     | 278                                     | 219                                     | 218                                     | 163                                     | 141                                     | 111                                     |